# Нугеду-Сан-Ніколо
Нугеду-Сан-Ніколо, Нуґеду-Сан-Ніколо (італ. Nughedu San Nicolò, сард. Nughedu Santu Nigola) — муніципалітет в Італії, у регіоні Сардинія,  провінція Сассарі.
Нугеду-Сан-Ніколо розташоване на відстані близько 360 км на захід від Рима, 180 км на північ від Кальярі, 6 км на північний захід від Сассарі.
Населення — 839 осіб (2014).

## Демографія
Населення за роками:

Станом на 1 січня 2023 року в муніципалітеті офіційно проживали 33 іноземці з 6 країн, серед них 22 громадяни країн Євросоюзу.

## Сусідні муніципалітети
- Анела
- Боно
- Бонорва
- Бультеї
- Іттіредду
- Оцієрі
- Паттада